# Caluula
Caluula (arab. علولة, Alula) – miasto w północno-środkowej Somalii (Puntland); w regionie Bari; 13 000 mieszkańców (2005). Jest stolicą okręgu Caluula. Położone nad Zatoką Adeńską. W mieście znajduje się port lotniczy Alula.